# NGC 5184
NGC 5184 is een balkspiraalstelsel in het sterrenbeeld Maagd. Het hemelobject werd op 11 april 1787 ontdekt door de Britse astronoom William Herschel.

## Synoniemen
- UGC 8487
- MCG 0-34-41
- ZWG 16.81
- KCPG 378B
- PGC 47438